# Кабанов, Пётр Иванович
Пётр Ива́нович Каба́нов (28 декабря 1888, с. Анаш Минусинского уезда Енисейской губернии — 11 ноября 1974) — советский историк. доктор исторических наук, профессор. Заслуженный деятель науки РСФСР. 

## Биография
Пётр был младшим ребёнком в семье анашенского писаря. Учёбу начал в родном селе. Его учителем был Чистяков Павел Иванович, ставший впоследствии заслуженным деятелем науки РСФСР.
В 1904 году Пётр едет в Красноярск и поступает в Учительскую семинарию. События первой русской революции оказали влияние и на семинаристов. Пётр Кабанов пишет свободолюбивые стихи, которые издаются в рукописном журнале семинарии - «Звезда».
В 1905 году, после участия в стачке, он был отчислен с лишением стипендии, уехал в родное село и стал помогать отцу вести бумаги.
Неожиданно он получает вызов (созывают всех отчисленных) и работа семинарии возобновляется.
В 1907 году после окончания Красноярской учительской семинарии он едет работать сельским учителем в село Усть-Сыда Абаканской волости Енисейской губернии. Затем Пётр Иванович едет в село Абаканское, где ведёт активную общественную деятельность.
С 1911 года он становится студентом  историко-филологического цикла городского Московского народного Университета имени Шанявского. Во время учёбы в Университете он одновременно успевает закончить одногодичные педагогические курсы имени Королёвых.
В 1914 году с дипломом он едет в Зею (там проживали его братья и сестра) и становится преподавателем частной женской прогимназии.
После февральской революции он проходит по списку блока «трудовых групп и солдат» от учителей в местную городскую Думу.
В апреле 1917 года от учителей Зеи он участвует в работе краевого учительского съезда в Хабаровске, избирается в учительский совет по управлению учебными заведениями Приамурья, но потом выходит из него и, возвратившись в Зею, возглавляет только что открывшуюся четырёхклассную смешанную гимназию.
С 1920 года, с образованием Дальневосточной республики, он работает в органах наробраза до 1925 года.
Потом он переезжает во Владивосток и работает в железнодорожной школе второй ступени, руководит методическим объединением школ Уссурийской железной дороги, становится членом Приамурского научно-педагогического общества.
В 1930 году Пётр Иванович работает в Комиссариате просвещения инспектором вузов и техникумов, а также в вузах Москвы.

## Основные работы
В 1942 году была защищена кандидатская диссертация «Дальневосточная республика (1920-1922 годы), а в 1948 - докторская диссертация «Амурский вопрос и его разрешение». На основе докторской диссертации была создана монография «Амурский вопрос» (Благовещенск, 1959)